# Arachniotus punctatus
Arachniotus punctatus är en svampart som först beskrevs av B.G. Dutta & G.R. Ghosh, och fick sitt nu gällande namn av Arx 1971. Arachniotus punctatus ingår i släktet Arachniotus och familjen Gymnoascaceae.   Inga underarter finns listade i Catalogue of Life.